# Drożyna
Drożyna – wieś w Polsce położona w województwie dolnośląskim, w powiecie polkowickim, w gminie Radwanice.

## Położenie
Przez wieś przepływa kanał Kłobka, który wpływa następnie do Szprotawicy.

## Historia
- do 1937 roku wieś nazywała się Druse, następnie Wiesenbusch do roku 1945.
- do 1945 roku we wsi znajdował się pałac rodu von Rittberg (obecnie w ruinie).
- W latach 1975–1998 miejscowość administracyjnie należała do województwa legnickiego.